# Hugo Page
Hugo Page (Chartres, 24 juli 2001) is een Frans wielrenner die anno 2024 rijdt voor de Belgische ploeg Intermarché-Wanty.

## Carrière
Page werd vierde op het Frans kampioenschap tijdrijden voor junioren en werd dertiende in de wegwedstrijd in 2018. Datzelfde jaar werd hij 39e in de wegwedstrijd op het wereldkampioenschap voor junioren, op het Ek tijdrijden voor junioren werd hij 21e en in de wegwedstrijd op het EK werd hij 12e. In het tijdrijden bij de junioren werd hij Frans kampioen, zevende op het EK en achttiende op het WK. In 2020 reed hij het Frans kampioenschap bij de beloften en elite, een vierde plaats bij het tijdrijden voor beloften en 23e bij de elite. Bij de Wegwedstrijd voor beloften werd hij twaalfde, de wegwedstrijd voor elite reed hij niet uit. In 2021 nam hij deel aan de Franse, Europese en wereldkampioenschappen; nergens reed hij noemenswaardige resultaten. Wel behaalde hij meerdere goede resultaten in kleinere meerdaagse wedstrijden.
In 2022 tekende hij een contract voor World Tour-ploeg Intermarché-Wanty-Gobert Matériaux.

## Overwinningen
2018
2e etappe Tour des Portes du Pays d'Othe (TTT)
Jongeren- en eindklassement Tour des Portes du Pays d'Othe
La Bernaudeau Junior
3e etappe (deel a) van de Tour du Pays de Vaud
2019
 Frans kampioen tijdrijden, junioren
Chrono des Nations, junioren
2023
4e etappe Ronde van de Limousin-Nouvelle-Aquitaine

## Resultaten in voornaamste wedstrijden
| Jaar | Ronde van Italië | Ronde van Frankrijk | Ronde van Spanje |
| ---- | ---------------- | ------------------- | ---------------- |
| 2022 |                  |                     |                  |
| 2023 |                  |                     | 127e             |
| 2024 |                  | 117e                |                  |
| 2025 |                  | 138e                |                  |

| Jaar | Gent-Wevelgem | Ronde van Vlaanderen | Parijs-Roubaix | Parijs-Tours |
| ---- | ------------- | -------------------- | -------------- | ------------ |
| 2022 |               |                      |                | 36e          |
| 2023 | opgave        |                      |                | 79e          |
| 2024 | 53e           | 51e                  | 34e            | 128e         |
| 2025 | opgave        |                      |                |              |

## Ploegen
- 2020 –  Equipe continentale Groupama-FDJ
- 2021 –  Equipe continentale Groupama-FDJ
- 2022 –  Intermarché-Wanty-Gobert Matériaux
- 2023 –  Intermarché-Circus-Wanty
- 2024 –  Intermarché-Wanty
- 2025 –  Intermarché-Wanty

Bakelants · Bystrøm · Claeys · De Gendt · Delacroix · Devriendt · Girmay · Goossens · Hermans · Hirt · Huys · Johansen · Kristoff · Meintjes · Page · Pasqualon · Peák · Petilli · Petit · Planckaert ·  Pozzovivo(vanaf 14/2) · Rota · Taaramäe · Thijssen · van der Hoorn · van Kessel · Van Melsen · van Poppel · Vliegen · Zimmermann · De Pooter (stagiair) · Mihkels (stagiair)
Bonifazio · Bystrøm · Calmejane · Costa · De Gendt · De Pooter · Girmay · Goossens · Herregodts · Huys · Johansen · Marit · Meintjes · Mihkels · Page · Paquot · Petilli · Petit · Planckaert · Rex · Rota · Smith · Taaramäe · Teunissen · Thijssen · van der Hoorn · van Poppel · Vliegen · Zimmermann
Braet · Busatto · Calmejane · Colleoni · De Pooter · Faure Prost · Girmay · Goossens · Herregodts · Kuypers(vanaf 4/4) · Marit · Meintjes · Mihkels · Page · Paquot · Petilli · Petit · Planckaert · Rex · Rota · Smith · Taaramäe · Teunissen · Thijssen · van der Hoorn · Van Hoecke · van Poppel · van Sintmaartensdijk · Zimmermann · Dolven(stagiair)